# 요르마 올릴라

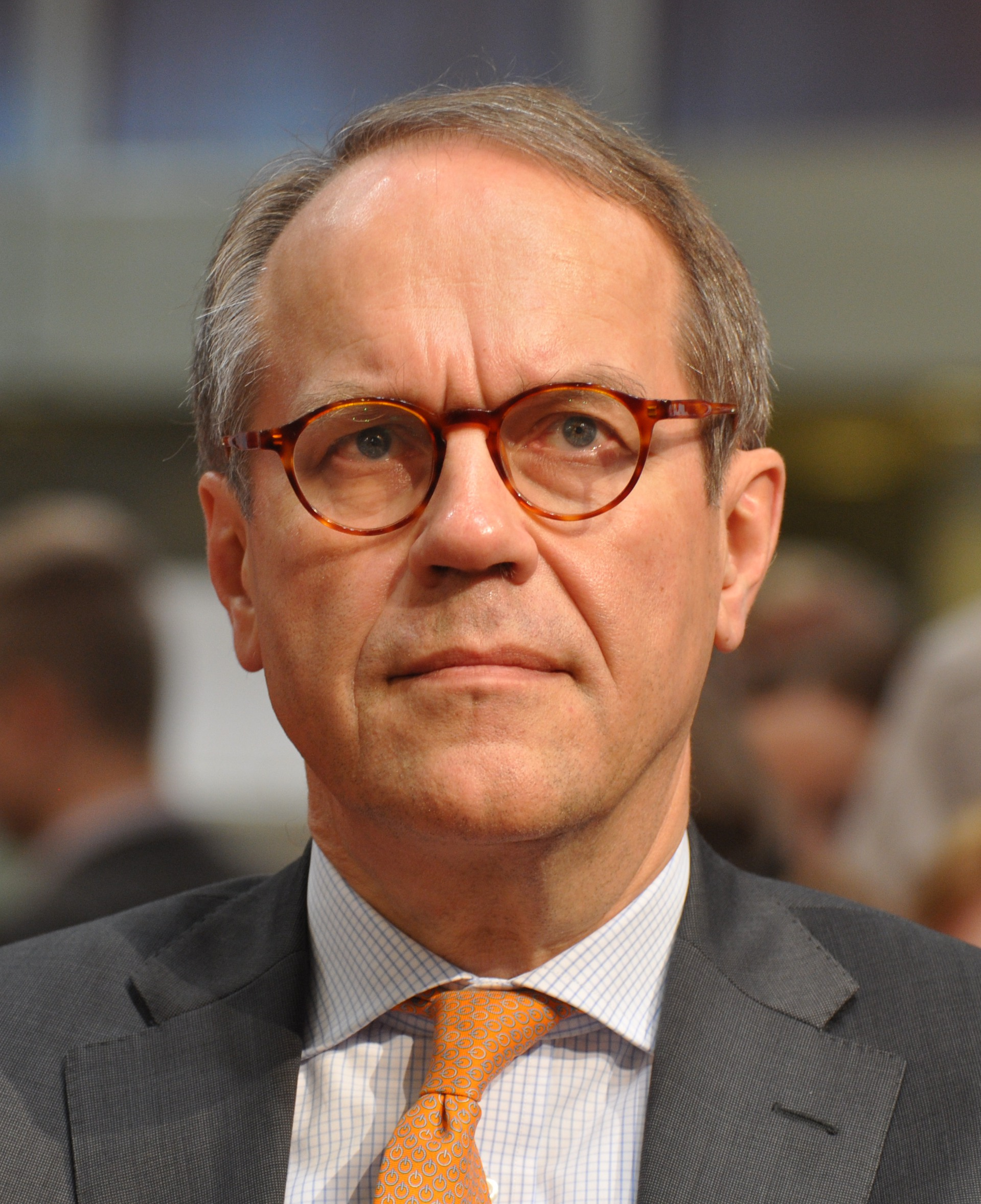
요르마 올릴라 (2013년)

요르마 올릴라(Jorma Jaakko Ollila, 1950년 8월 15일 ~ )는 핀란드의 기업인이다. 1992년부터 2006년까지 14년 동안 노키아(Nokia)의 CEO를 역임했다.
1990년대 초 종이, 목재에서 케이블 TV, 심지어 고무장화까지 생산할 만큼 문어발 경영을 하던 전형적인 재벌 그룹이었던 노키아는 최악의 상황을 맞고 있었다. 올릴라는 “통신과 함께 살거나 죽는다”는 모토 아래 선택과 집중 전략으로 노키아를 위기에서 구해 냈을 뿐만 아니라 세계 1위의 휴대 전화 제조업체로 이끌었다.
노키아 CEO 은퇴 후 2012년까지 이사회 의장직을 유지했고, 2006년부터 2015년까지 로열 더치 쉘의 비상임 의장을 맡았다.

## 서훈
- 2008년 대영 제국 훈장 명예 3등급(honorary CBE, 외국인대상 정원외)